# Henryk Zborowski

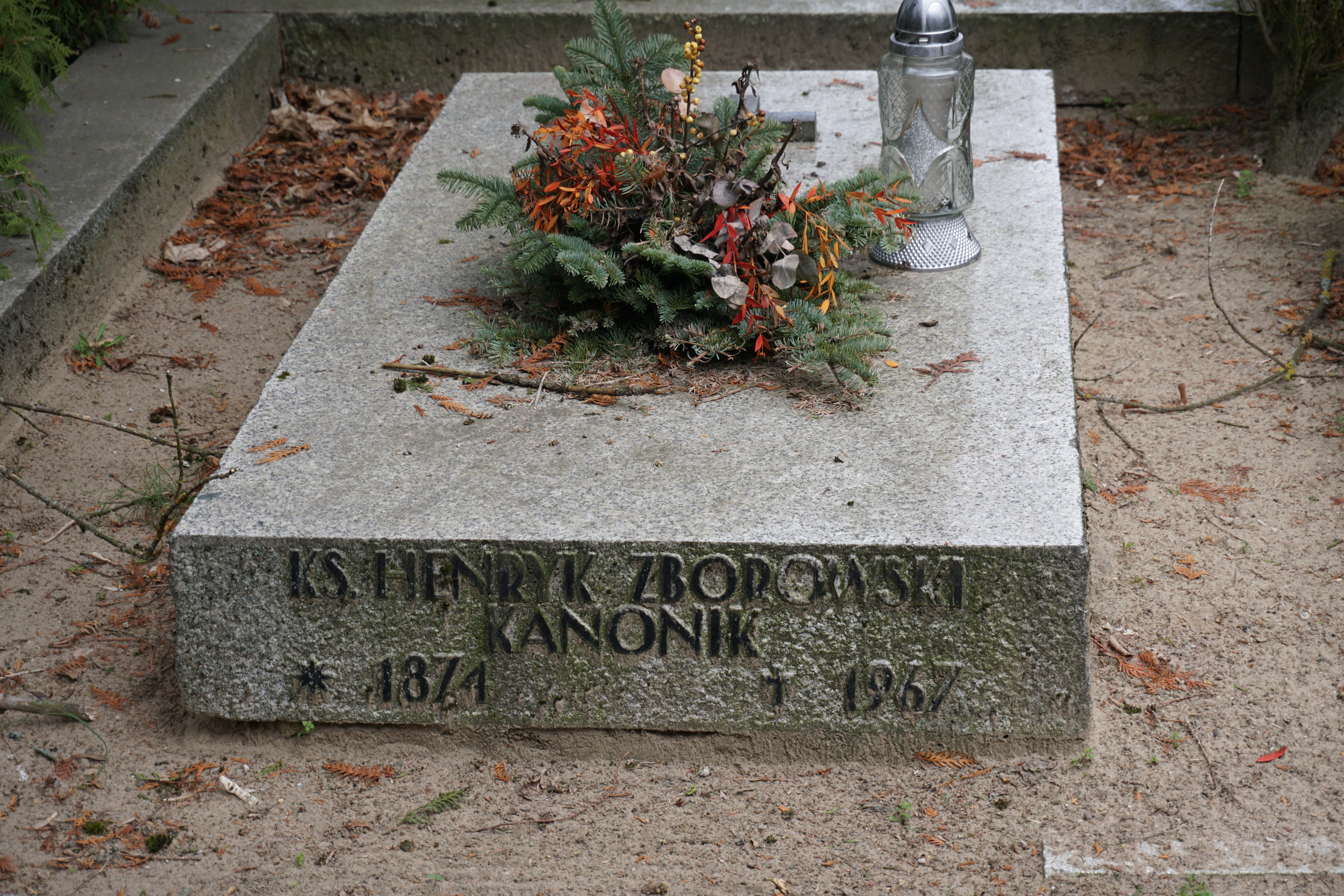
Grób ks. Henryka Zborowskiego na cmentarzu Miłostowo w Poznaniu

Henryk Zborowski (ur. 12 sierpnia 1874 w Wągrowcu, zm. 26 lutego 1967 w Pokrzywnie) – polski duchowny rzymskokatolicki, kanonik metropolitalny poznański.

## Życiorys
12 listopada 1899 otrzymał sakrament święceń w Gnieźnie zostając duchownym rzymskokatolickim. Był wikariuszem od listopada 1899 do 31 marca 1905 w Środzie, od 1 kwietnia 1905 administratorem w Koszutach, następnie w Parafii św. Tekli w Dobrzycy administratorem od 1 stycznia 1906 do 15 stycznia 1906 i proboszczem od 15 stycznia 1906 do 30 czerwca 1906, następnie od 1906 do 30 czerwca 1915 był proboszczem parafii św. Stanisława Biskupa przy konkatedrze w Ostrowie Wielkopolskim, od 9 stycznia 1915 administratorem w Odolanowie, od 1 lipca 1915 proboszczem w Pogrzybowie. Uczestnik Powstania Wielkopolskiego 1918–1919.
Po odzyskaniu przez Polskę niepodległości w okresie II Rzeczypospolitej posługiwał w bazylice archikatedralnej Świętych Apostołów Piotra i Pawła w Poznaniu, gdzie 28 marca 1922 został mianowany kanonikiem. Od tego roku był szefem kancelarii ks. kard. Prymasa Polski Edmunda Dalbora. Był radcą ordynariatu archidiecezji poznańskiej.
Po II wojnie światowej w 1954 był kapelanem w parafii św. Andrzeja Apostoła w Poznaniu-Spławie.
Zmarł 26 lutego 1967 w Pokrzywnie. Został pochowany 1 marca 1967 na cmentarzu Miłostowo w Poznaniu (pole 4, kwatera K, miejsce 1).

## Ordery i odznaczenia
- Krzyż Oficerski Orderu Odrodzenia Polski (11 listopada 1937)[4]
- Medal Niepodległości (20 lipca 1932)[5]